# Но Му Хьон
Но Му Хьон (на корейски: 노무현) е южнокорейски политик и защитник на човешките права, 16-и президент на Република Корея (от 25 февруари 2003 до 25 февруари 2008).

## Кариера
От 2003 г. до 2007 г. е член на партия Ури, от 2007 г. до 2008 г. – на обединената нова демократична партия, а след 2008 г. на демократичната партия. По време на управлението си, си поставя за цел да превърне Южна Корея в икономически и информационен център на североизточна Азия, и продължава политиката на приятелски подход към Северна Корея. От друга страна, той бива критикуван заради публичните си критики срещу медиите и необичайното предложение да премести столицата.
На президентските избори през декември 2007 г., Но Му Хьон в победен от дългогодишния изпълнителен директор на концерна „Хюндай“ и бивш кмет на Сеул, Ли Мюн-бак
Но Му Хьон извършва самоубийство на 23 май 2009 г., скачайки от скала. Открит е и закаран в болница около 8:15 часа местно време с тежка травма на главата, и почива около 9:30 часа на същия ден. Оставил е предсмъртна бележка, в която описва живота си като „труден“ и се извинява, че е „причинил страдание на много хора“.